# Oecothea syriaca
Oecothea syriaca är en tvåvingeart som beskrevs av Villeneuve 1924. Oecothea syriaca ingår i släktet Oecothea och familjen myllflugor. Inga underarter finns listade i Catalogue of Life.